# Jawinie
Jawinie – dawny zaścianek na Litwie, w okręgu uciańskim, w rejonie ignalińskim, w gminie Łyngmiany.

## Historia
W czasach zaborów zaścianek w gminie Łyngmiany, w powiecie święciańskim, w guberni wileńskiej Imperium Rosyjskiego.
W dwudziestoleciu międzywojennym zaścianek leżał w Polsce, w województwie wileńskim, w powiecie święciańskim, w gminie Kołtyniany.
W 1931 w 2 domach zamieszkiwało 12 osób.
1. ↑  https://www.radzima.net/pl/miejsce/jawinie_1.html
2. ↑  Wykaz miejscowości Rzeczypospolitej Polskiej, t. 1, Warszawa 1938, s. 48.